# Нова Руда (Підляське воєводство)
Нова Руда (пол. Nowa Ruda) — село в Польщі, у гміні Турошль Кольненського повіту Підляського воєводства.
Населення — 476 осіб (2011).
У 1975-1998 роках село належало до Ломжинського воєводства.

## Демографія
Демографічна структура станом на 31 березня 2011 року:
|          | Загалом | Допрацездатний вік | Працездатний вік | Постпрацездатний вік |
| -------- | ------- | ------------------ | ---------------- | -------------------- |
| Чоловіки | 249     | 74                 | 147              | 28                   |
| Жінки    | 227     | 78                 | 103              | 46                   |
| Разом    | 476     | 152                | 250              | 74                   |